# Vaišvilkas
Vaišvilkas o Vaišelg (també escrit com a Vojszalak, Vojšalk, Vaišalgas... assassinat el 9 de desembre de 1268) va ser el gran duc de Lituània des de 1264 a 1267. Era fill de Mindaugas, el primer i únic rei de Lituània.

## Biografia
Res se sap sobre l'època de joventut de Vaišvilkas, entra a les fonts històriques el 1254, quan va fer un tractat, en nom del seu pare el rei Mindaugas, amb Daniel de Galítsia de la dinastia ruríkida. Al tractat del principat de Galítsia-Volínia transfereix la Rutènia negra amb centre a Navahrudak a Lituània, es va solidificar el mencionat tractat pel casament, del fill de Daniel de Galítsia, Švarnas amb la germana de Vaišvilkas.
Vaišvilkas va ser nomenat duc d'algunes d'aquestes terres. Després d'haver estat batejat al ritu de l'església ortodoxa grega, es va sentir atret per la vida religiosa fins a l'extrem que va transferir el seu títol i les terres a Roman Danilovič, fill de Daniel de Galítsia. Va fundar un monestir, que està tradicionalment identificat amb el de Lavrashev proper al Riu Neman, on va entrar com un monjo. Va començar un pelegrinatge al Mont Atos a Grècia, tanmateix, no va arribar al seu destí a causa de les guerres dels Balcans i va haver de retornar a Navahrudak.

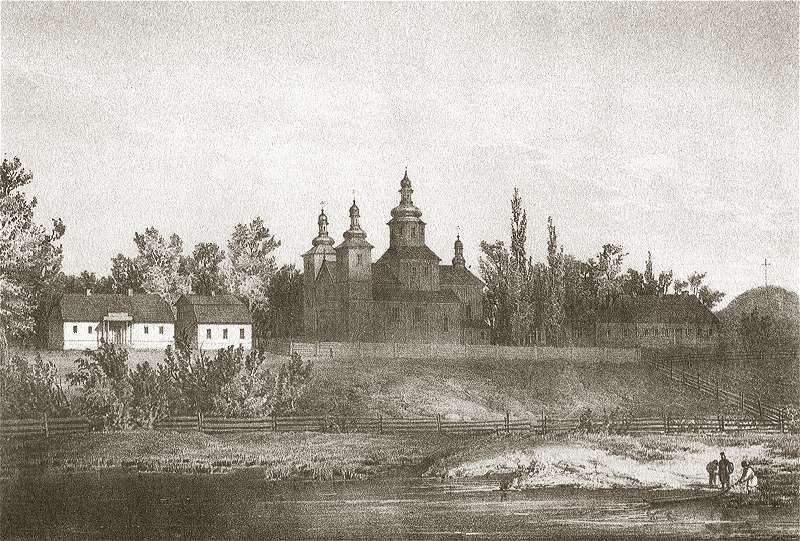
Monestir presumiblement fundat per Vaišvilkas. Pintura de Napoleon Orda.

El 1264 va escapar de l'intent d'assassinat realitzat per Treniota i Daumantas on van morir el seu pare i dos dels seus germans. Vaišvilkas es va aliar amb el seu cunyat Švarnas i van aconseguir prendre el control de Rutània Negra i el Ducat de Lituània. Aleshores es va lliurar una guerra entre Nalšia i Deltuva, dos centres principals de l'oposició entre Mindaugas i Vaišvilkas. Daumantas, duc de Nalšia, es va veure obligat a fugir a Pskov. Suksė (Suxe), un altre influent duc de Nalšia, va fugir a Livònia. Vaišvilkas va esdevenir el gran duc de Lituània. Com cristià, va tractar de mantenir la relació d'amistat amb els Cavallers Teutònics i l'Orde Livonià. Junt amb Švarnas, Vaišvilkas va atacar Polònia el 1265 per venjar la devastació de Yotvingians en 1264 i la mort del seu pare i germans.
Quan el 1267 es va decidir a tornar novament a la vida monàstica, Vaišvilkas va transferir el títol de Gran Duc de Lituània a Švarnas. Un any més tard va ser assassinat pel germà de Švarnas, Lev I de Galítsia, que estava molest perquè Vaišvilkas no va dividir els seus títols i terres entre ell i el seu germà. Va ser enterrat a la vora de l'església de l'Assumpció a Volodímir, capital històrica del Principat de Galítsia-Volínia.